# 没有共产党就没有新中国 (电影)
《没有共产党就没有新中国》是一部在2007年9月27日上映的主旋律中国电影，讲述红色歌曲《没有共产党就没有新中国》诞生过程的彩色电影故事片。该片被国家广播电视总局列为2007年向中共十七大献礼的重点关注影片。

## 剧情
1943年，正是中国抗日战争最艰苦的时期，日军占据了中国大半江山。國民政府軍事委員會委員長、中國國民黨總裁蒋介石写了一本书《中国之命运》，当中提出了“没有国民党，就没有中国”的口号。对此，中国共产党于同年8月25日在《解放日报》发表社论《没有共产党，就没有中国》批判《中国之命运》，宣传“没有共产党就没有中国”、“只有共产党才能救中国”。当时，晋察冀边区群众剧社年仅19岁的中共党员曹火星，率领三人宣传小分队深入边区的霞云岭乡堂上村，宣传发动群众，同时采集民间音乐，开展文艺创作。
在堂上村的日子里，曹火星等人会同当地的中共党员干部，克服重重困难，进行了基层政权的选举，通过民主选举的形式解除了童养媳杏儿的包办婚姻；并对抗日力量进行耐心开导，使其最终认同了中共的主张，并在与日寇的遭遇战中成了真正的抗日英雄。
曹火星身边的战友先后牺牲了。选举产生的村长为了群众的安全，也义无反顾、慷慨赴死。这些事情极大地刺激着曹火星，并最终创作出了歌曲《没有共产党就没有中国》。
围绕此歌，还有一些戏剧性的发展。当年曹火星创作出这一歌曲以后，很快便在各解放区和抗日根据地传唱开来，极大地鼓舞了抗日军民的战斗积极性，成了抗日战争和解放战争期间最有影响力和鼓动性的革命歌曲之一。1950年，在政务院总理周恩来及民主人士章乃器等人的提议下，中国共产党主席毛泽东亲笔修改了歌名和歌词。此后，《没有共产党就没有新中国》这首歌，在中国大陆就此传唱至今。

## 演员
- 亓航饰演曹火星
- 练束梅饰演肖静雨
- 张默饰演民兵队长钱六子
- 袁文霆饰演童养媳杏儿

## 評價
在中國社交網站豆瓣電影上，有超過六成的用戶對此電影給出一星的最低評分，經網站修訂後平均得分改為3.4分。